# روبرت دولارد
روبرت دولارد هو محامي وسياسي أمريكي، ولد في 14 مارس 1842 في فول ريفر في الولايات المتحدة، وتوفي في 28 أبريل 1912. نشط حزبياً في الحزب الجمهوري. وقد انتخب عضو مجلس نواب داكوتا الجنوبية ‏.